# Comitatul Cattaraugus, New York
Comitatul Cattaraugus se află în statul federal New York, SUA. La recensământul din 2000, comitatul avea 	83.955 loc. cu o densitate de 	24,7 loc./km². Sediul administrativ al comitatului este Little Valley. Comitatul a luat ființă în anul 1808.

## Date geografice
Comitatul Cattaraugus se întinde pe suprafață de 3.425 km² din care 32 km² este apă.

## Localități
- Allegany  (village)
- Allegany  (town)
- Ashford  (town)
- Carrollton  (town)
- Cattaraugus  (village)
- Coldspring  (town)
- Conewango  (town)
- Dayton  (town)
- Delevan  (village)
- East Otto  (town)
- East Randolph  (village, to be dissolved 2012-01-01)
- Ellicottville  (village)
- Ellicottville  (town)
- Farmersville  (town)
- Franklinville  (village)
- Franklinville  (town)
- Freedom  (town)
- Gowanda  (village)
- Great Valley  (town)
- Hinsdale  (town)
- Humphrey  (town)
- Ischua  (town)
- Leon  (town)
- Lime Lake-Machias (census-designated place)
- Limestone  (census-designated place)
- Little Valley  (village)
- Little Valley  (town)
- Lyndon  (town)
- Machias  (town)
- Mansfield  (town)
- Napoli (town)
- New Albion (town)
- Olean  (city)
- Olean  (town)
- Otto (town)
- Perrysburg  (village, to be dissolved 2012-01-01)
- Perrysburg  (town)
- Persia  (town)
- Portville  (village)
- Portville  (town)
- Randolph  (town)
- Randolph  (village, to be dissolved 2012-01-01)
- Red House  (town)
- Salamanca  (city)
- Salamanca  (town)
- Steamburg (hamlet)
- South Dayton  (village)
- South Valley  (town)
- St. Bonaventure (census-designated place)
- West Valley (hamlet)
- Weston Mills  (census-designated place)
- Yorkshire  (town)

## Rezervații indiene
- Allegany Reservation, New York
- Cattaraugus Reservation, Cattaraugus County, New York
- Oil Springs Reservation, Cattaraugus County